# Apophylia levi
Apophylia levi es un coleóptero de la familia Chrysomelidae.
Fue descrita científicamente por primera vez en 2004 por Bezdek.